# Lady Bee
Lady Bee, pseudoniem van Bianca Latupapua (Amsterdam, 6 oktober 1983), is een Nederlands diskjockey, MC, vocaliste en producer in de dance.

## Biografie
Bee werd in 1983 geboren in Amsterdam, waar zij opgroeide. Ze heeft een Molukse achtergrond. Op 17-jarige raakte ze actief in de lokale dancescene, waarin ze in eerste instantie hoofdzakelijk werkte als MC.
Gedurende 2006 verwierf Bee nationale bekendheid in de dancewereld. Sidney Samson benaderde haar om samen het nummer Girls uit te brengen. Ook collaboreerde ze met Hardwell, waarmee ze dat jaar Go Down en Play That Funk uitbracht. In augustus verscheen de eerste soloplaat van Bee, getiteld Plan Bee.
In de daaropvolgende jaren werkte Bee met vele andere danceartiesten, waaronder wederom Sidney Samson en Hardwell. Zo bracht ze in 2007 met Hardwell het nummer Goes Like This uit en met Samson de nummers I Love It en You Don't Love Me. In 2009 volgde eveneens twee releases met Samson: Let's Go en Shut Up And Let It Go.
Gedurende 2010 kreeg Bee's carrière een iets andere koers. Ze kwam in contact met Steve Aoki en werkte mee aan tracks die werden uitgebracht via Aoki's label Dim Mak Records. Het jaar daarop ontstond ook een collaboratie met Laidback Luke voor Mixmash Records, waarmee ze datzelfde jaar de single Mortal Comeback uitbracht. Voorts verscheen er nog meer materiaal, waaronder haar singles Sweet Like Chocolate en Murda Dem (beide uitgebracht via Mad Decent). Daarna verscheen This Is What We Came For (via Dim Mak Records) en de remix Uberjak'd All I Need (via Mixmash Records).
In 2014 bracht Bee met BDMNR een viertal tracks uit: Too Girlie, Gunshot, Don't Pull A Fast One en de hit Drop It Down Like met Rachel Kramer. In datzelfde jaar bracht ze met Nina Sky de track Do It All Again uit (uitgebracht door Mad Decent). Voorts produceerde ze ook de officiële remix voor Deorro en Zoofunctions Hype en Francesco Yates' Call. Bee sloot het jaar af met een samenwerking met Vato Gonzalez, waarmee ze de nummers We Be Like en The World Is Mine uitbracht.
Begin 2015 bracht Bee met Rochelle Perts de hit Return Of The Mack uit. Ook werkte ze samen met Feliciana, waarmee ze That Paper en Run Off uitbracht. Naast de succesvolle single Bring The Trumpets verschenen er in 2015 nog verscheidene samenwerkingen met andere artiesten, waaronder het nummer New Vibes met D-Rashid, Sum Like That met Sigourney K en de single Flowerz 2015 met CMC$ en Rachel Kramer. De laatste release van Bee dat jaar was Bucka, dat ze met Noise-Cans en Mr. Vegas maakte en uitbracht via Dim Mak Records.
Gedurende 2016 bracht Bee drie eigen singles uit (via Mixmash Records): Homeless Heart, Box Dem en Droppin All These Dollaz. Verder verschenen er dat jaar nog verscheidene releases met Bee, zoals respectievelijk In Mijn Systeem van Alvaro ft. Jebroer, Wheels In Motion met TWRK en Higher met Girls Love DJs. Nadien werd ze door verscheidene artiesten gevraagd om remixes te maken. Zo produceerde ze Champion Lover (voor Nina Sky), Gunfighter (voor The Motto), In My Head (voor Girls Love DJs) en Did We Forget (van NERVO). In 2017 bracht Bee met Adje de single Skeem Op Een Millie uit en met Frans-Britse rapper Octavian het nummer Overdose. In 2018 bracht ze met Timmy Trumpet het nummer Trumpets uit.